# Lucia Bacchi
Lucia Bacchi (Casalmaggiore, 4 gennaio 1981) è una pallavolista italiana, schiacciatrice del Volley Mosaico Ravenna.

## Palmarès

### Club
- Supercoppa italiana: 1

2015
- Coppa Italia di Serie A2: 1

2014-15
- Champions League: 2

2008-09, 2015-16

### Premi individuali
- 2015 - Coppa Italia di Serie A2: MVP